# Гермашинська волость
Гермашинська волость — історична адміністративно-територіальна одиниця Вілейського повіту Віленської губернії.
Станом на 1886 рік складалася з 41 поселення, 4 сільських громад. Населення — 2795 осіб (3376 чоловічої статі та 3133 — жіночої), 291 дворове господарство.
|                     | Площа, десятин | У тому числі орної, дес. |
| ------------------- | -------------- | ------------------------ |
| Сільських громад    | 3361           | 2376                     |
| Приватної власності | 4762           | 2238                     |
| Казенної власності  | —              | —                        |
| Іншої власності     | 319            | 120                      |
| Загалом             | 8442           | 4934                     |

Найбільші поселення волості:
- Есьманівці — колишнє власницьке село при річці Доугай, за ½ версти — Гермашинське волосне правління, 178 осіб, 24 двори.
- Яршевичі — колишнє власницьке село, 168 осіб, 20 дворів.